# Putaansaari (ö i Kajanaland, Kajana, lat 64,51, long 27,91)
Putaansaari är en ö i Finland. Den ligger i sjön Iijärvi och i kommunen Paldamo i den ekonomiska regionen  Kajana ekonomiska region  och landskapet Kajanaland, i den centrala delen av landet, 500 km norr om huvudstaden Helsingfors. Öns area är 0,6 hektar och dess största längd är 150 meter i sydväst-nordöstlig riktning.